# Grybów (gmina wiejska)
Grybów – gmina wiejska w Polsce położona w województwie małopolskim, w powiecie nowosądeckim. W latach 1975–1998 gmina administracyjnie należała do województwa nowosądeckiego. Siedzibą gminy jest Grybów.

## Geografia
Gmina położona jest na terenie Pogórza Rożnowskiego i Pogórza Ciężkowickiego oraz Beskidu Niskiego, wśród Gór Grybowskich, w dolinie rzeki Białej.
Gmina ma obszar 153,01 km², w tym: użytki rolne 61%, użytki leśne: 33%. Stanowi to 9,87% powierzchni powiatu.

## Historia
Grybów został założony przez Kazimierza Wielkiego 15 maja 1340. Z kolejnych latach otrzymywał od kolejnych władców liczne przywileje. XVII wiek to początek powolnego upadku miasta i regionu. W okresie od XVI wieku do pierwszego rozbioru Polski miasto było siedzibą powiatu, następnie wchodziło w skład cyrkułu sądeckiego. Powiat grybowski istniał ponownie w latach 1861–1931. I i II wojna światowa przyniosła regionowi duże zniszczenia.

## Demografia
- Piramida wieku mieszkańców gminy Grybów w 2014 roku[1]

## Zabytki
- Zabytki Grybowa.
- Drewniany kościółek w Krużlowej Wyżnej z 1520 w stylu gotyckim. Stąd pochodzi rzeźba Madonna z Krużlowej – kopia, która stanowi arcydzieło snycerstwa gotyckiego. We wnętrzu zachowały się polichromowane stropy z 1520, odnawiane w 1933 roku. Oglądać można również dekorację z motywami roślinnymi w nawie, dwa zabytkowe obrazy z XVII i XVIII wieku oraz XV-wieczna chrzcielnicę.
- Drewniany kościółek w Polnej z 1520 o cechach gotyckich. We wnętrzu polichromia figuralna z XVI i XVIII wieku, XVIII-wieczny ołtarz główny z zabytkowym cennym późnorenesansowym obrazem Najświętszej Marii Panny (XVI wiek) oraz barokowa ambona z XVIII wieku oraz chrzcielnica i kropielnica z XVI w.
- Drewniany kościółek w Ptaszkowej z 1555 w stylu późnogotyckim. Posiada on konstrukcję zrębową z wieżą na słup. Jest to świątynia jednonawowa, przebudowana w latach 1880 i 1889. We wnętrzu polichromia z 1795 i malowidła z XVI wieku. We wnętrzu gotycka płaskorzeźba Modlitwa w Ogrójcu dłuta Wita Stwosza, statua Matki Boskiej z Dzieciątkiem z 1420 Matka Boska ze Słonecznikiem.
- Drewniana cerkiew w Binczarowej z 1760. Posiada ona charakterystyczną wieżę o pochyłych ścianach z podwieszoną izbicą. We wnętrzu ikonostas, carskie wrota, ikony: Chrystusa Pankratora, Matki Boskiej z Dzieciątkiem. (Wirtualny spacer po cerkwi im. Dymitra Męczennika)
- Murowana cerkiew we Florynce z 1875 z barokowym ołtarzykiem.
- Cmentarze z okresu I wojny światowej w Binczarowej, Florynce, Wawrzce i Stróżach.

## Kultura
W gminie działa Dziecięcy Zespół Ludowy „Wesołe Nutki”, Zespół Regionalny „Kowalnia” w Stróżach, zespoły muzyczne, instrumentalne, chóry, zespoły teatralne oraz orkiestry.

## Turystyka
Na terenie działa wyciąg narciarski w Cieniawie oraz narciarska trasa biegowa w Ptaszkowej.
W Ptaszkowej powstało także Centrum Sportów Zimowych, gdzie znajduje się m.in. hotel, restauracja, strefa SPA, siłownia, wypożyczalnia sprzętu sportowego, trasy narciarskie, kompleks zjeżdżalni, ścianki wspinaczkowe oraz siłownia zewnętrzna, a także park linowy. W Białej Niżnej natomiast znajduje się lodowisko i kort tenisowy (okres letni).

## Sport
Kluby sportowe:
- Grybovia Grybów
- Kolejarz Stróże
- Ludowe Zespoły Sportowe w Białej Niżnej i Polnej
- Wiejsko-Parafialny Klub Sportowy „Sokół” Krużlowa
- Parafialny Klub Sportowy „Jaworze” w Ptaszkowej
- Klub Sportowy „Orzeł Ptaszkowa” w Ptaszkowej

## Miasta partnerskie
- Francja – Château-Thierry
- Węgry – Herend

## Sołectwa
Biała Niżna, Binczarowa, Chodorowa, Cieniawa, Florynka, Gródek, Krużlowa Niżna, Krużlowa Wyżna, Kąclowa, Polna, Ptaszkowa, Siołkowa, Stara Wieś, Stróże, Wawrzka, Wyskitna.

## Sąsiednie gminy
Bobowa, Chełmiec, Gorlice, Kamionka Wielka, Korzenna, Krynica-Zdrój, Łabowa, Łużna, Ropa, Uście Gorlickie oraz miasto Grybów.